# Mrač
Mrač (en allemand : Mratsch) est une commune du district de Benešov, dans la région de Bohême-Centrale, en République tchèque. Sa population s'élevait à 855 habitants en 2020.

## Géographie
Mrač se trouve à 6 km au nord de Benešov et à 33 km au sud-est du centre de Prague.
La commune est limitée par Čerčany au nord, par Soběhrdy à l'est, par Benešov au sud et au sud-ouest, et par Poříčí nad Sázavou à l'ouest.

## Histoire
La première mention écrite du village date de 1318.

## Galerie

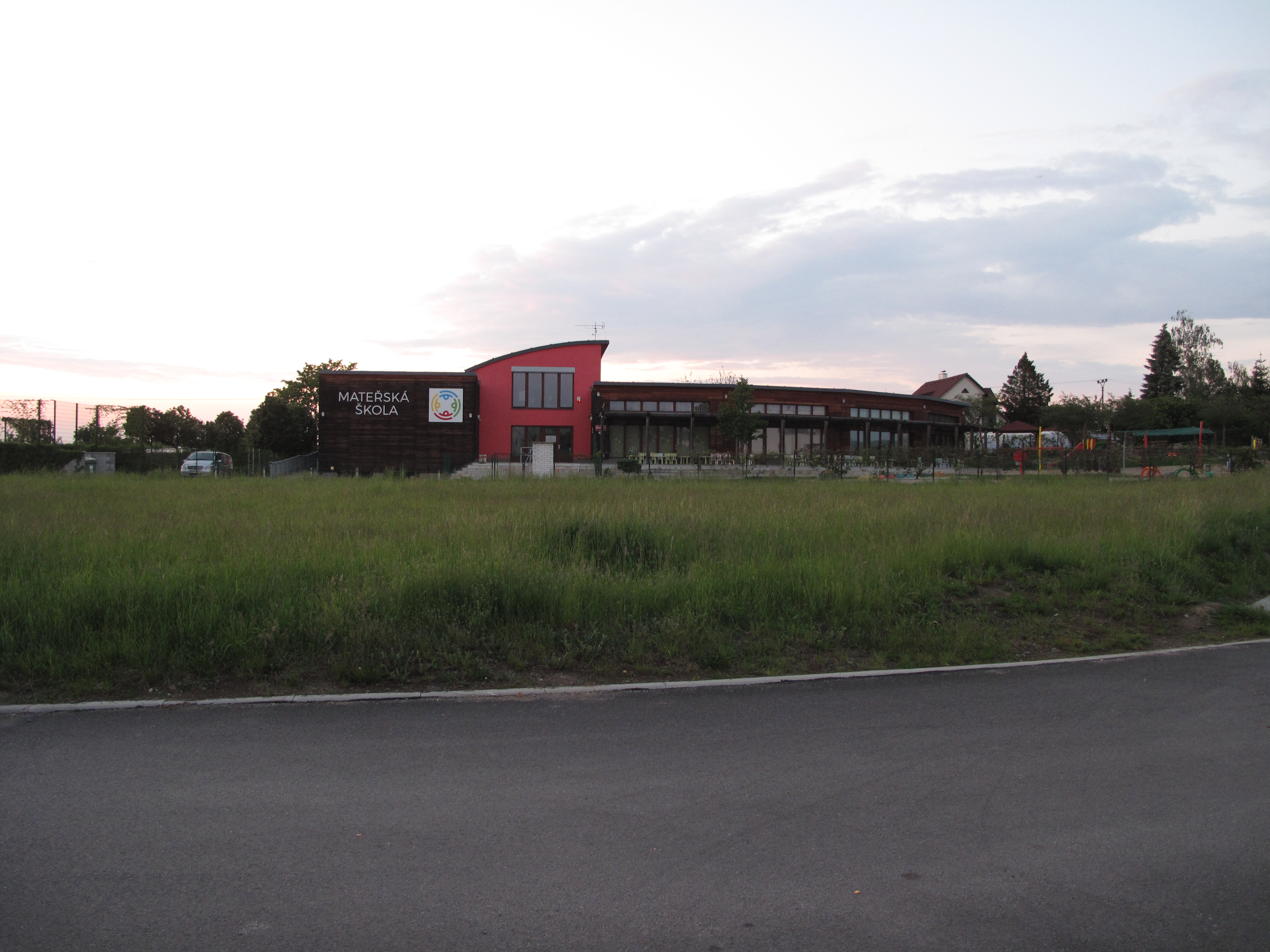
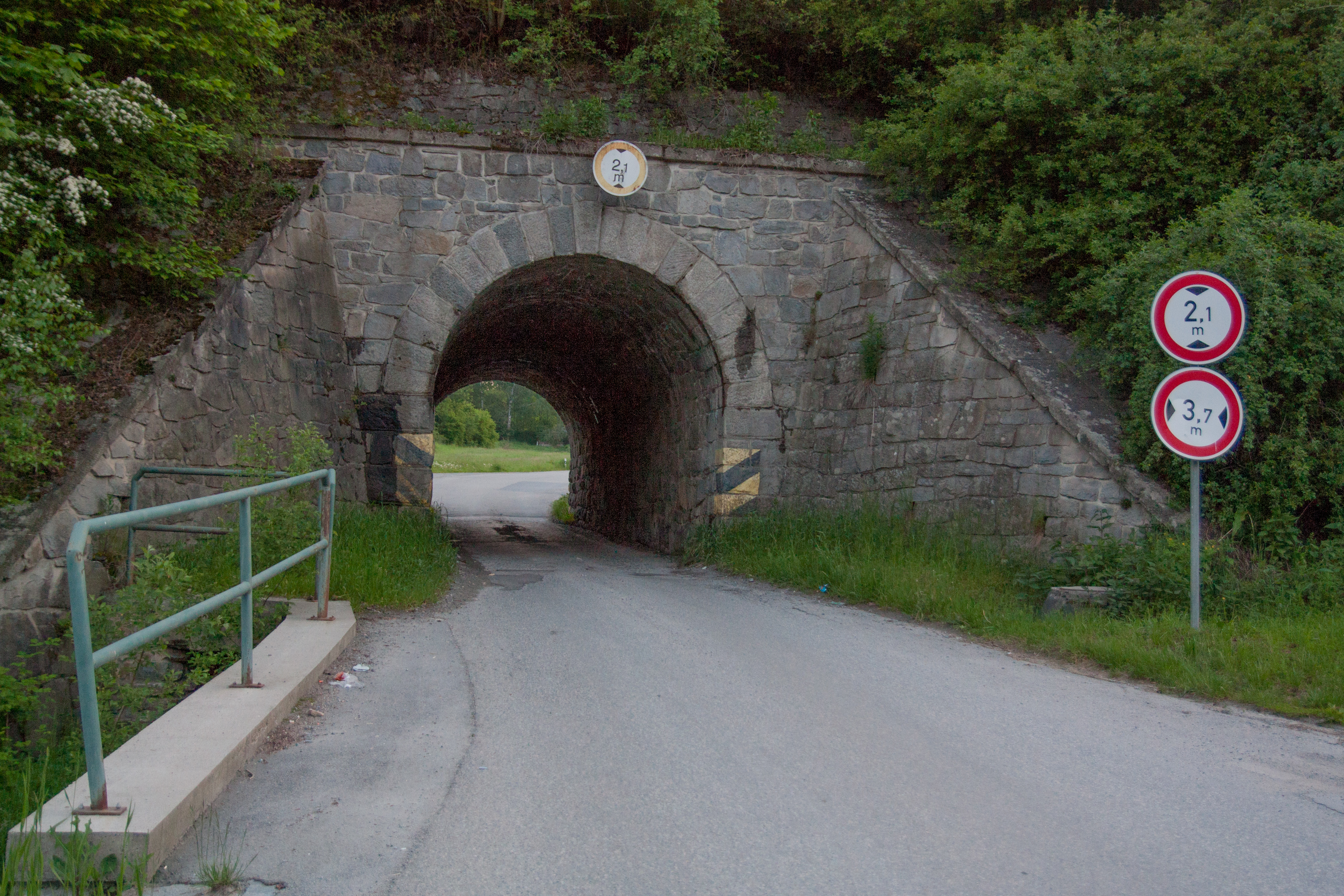
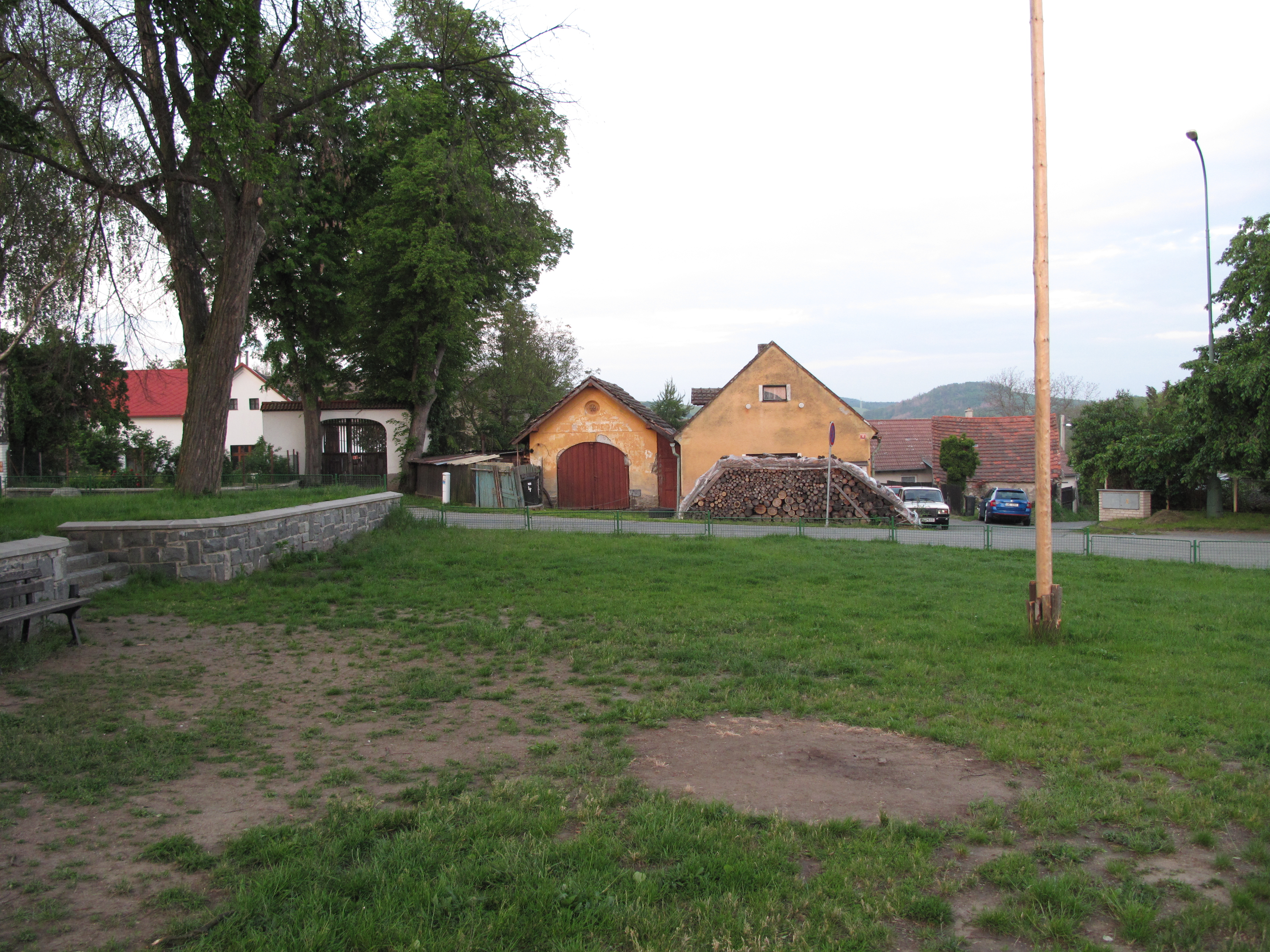
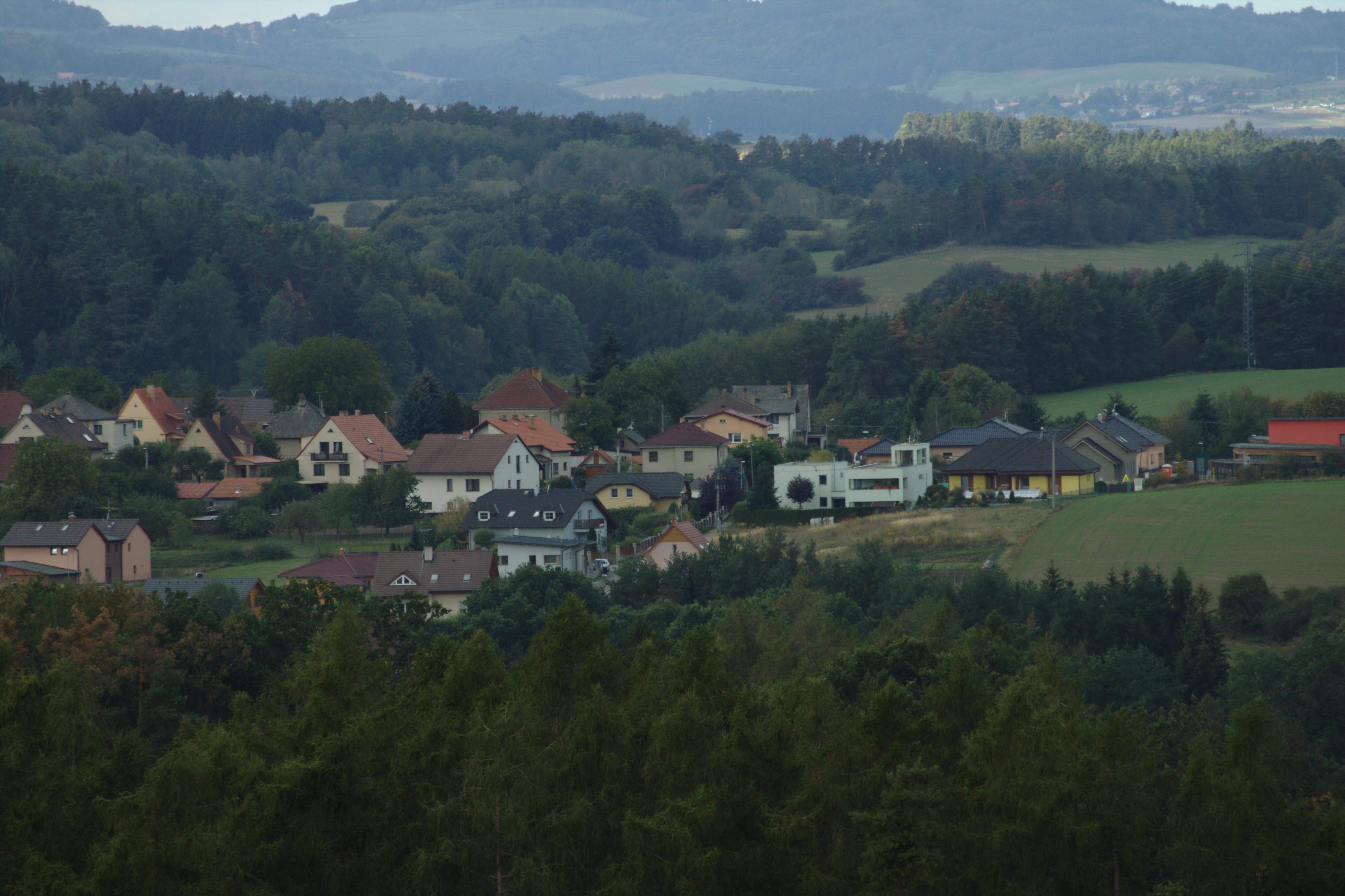